# انسان در جستجوی معنا
انسان در جستجوی معنا (انگلیسی: Man's Search for Meaning) اثر ویکتور فرانکل، روان‌پزشک، عصب‌شناس و پدیدآورندهٔ لوگوتراپی است که در سال ۱۹۴۶ منتشر شد. این کتاب در بر دارندهٔ خاطرات فرانکل از وضعیت خود و سایر قربانیان اردوگاه‌های کار اجباری آلمان در خلال جنگ دوم جهانی است. فرانکل در این کتاب به عنوان یک روان‌شناس اگزیستانسیالیست به اهمیت جستجوی معنا برای زندگی، در سخت‌ترین شرایط زندگی می‌پردازد و ضمن روایت خاطراتش از اردوگاه‌های کار اجباری، تلاش می‌کند که نگرش جدیدش را در روان‌شناسی (لوگوتراپی) تبیین کند.
بیش از ۹ میلیون نسخه از این کتاب تأثیرگذار تا زمان مرگ ویکتور فرانکل در سال ۱۹۹۷ در آمریکا فروخته شد، به ۲۴ زبان زندهٔ دنیا ترجمه شد و ۷۳ بار تجدید چاپ شد.
ذهن انسان به‌طور ناخودآگاه دست به تولید معنا، بر اساس تجارب، دانش و تفکرات خویش، می‌زند. معنای زندگی هر شخصی، برمبنای جهان‌بینی و نگاه وی نسبت به رخدادهای طبیعی و اتفاقات اجتماعی، تعیین می‌گردد.
ویکتور فرانکل این معنا را در همسرش یافت به گونه‌ای که توانست با تمام شرایط بد موجود در اردوگاه که در بخش اول کتاب در مورد آن گفته شده، مقابله کند؛ و در این کتاب به کمک انسان‌هایی می‌شتابد که این معنا را در زندگی خود گم کرده‌اند.

## ساختار کتاب
کتاب به دو بخش تقسیم شده‌است:
- تجربه در اردوگاه‌های کار اجباری: فرانکل سه مرحلهٔ روانی عمده را در زندانیان شناسایی می‌کند: شوک اولیه هنگام ورود، بی‌تفاوتی به شرایط وحشتناک، و بحران پس از آزادی. او تأکید می‌کند که حتی در رنج طاقت‌فرسا نیز می‌توان معنا یافت.
- لوگوتراپی، اراده برای معنا: در بخش دوم، فرانکل به معرفی نظریه لوگوتراپی می‌پردازد. در این رویکرد، معنا مهم‌ترین نیروی محرک انسان است، حتی در مواجهه با رنج. لوگوتراپی سه راه برای یافتن معنا ارائه می‌دهد: از طریق عمل و آفرینش، تجربه و رابطه، و برخورد شرافتمندانه با رنج.

## مراحل روانی زندانیان
فرانکل واکنش‌های روانی زندانیان را به سه مرحله تقسیم می‌کند:
- شوک اولیه هنگام ورود به اردوگاه؛
- بی‌احساسی و انزوا پس از عادت به شرایط غیرانسانی؛
- بازگشت به زندگی پس از آزادی که گاهی با بی‌هویتی، خشم و سرخوردگی همراه است.

او خاطرنشان می‌کند که بسیاری از زندانیان با تمرکز بر عشق به فردی غایب یا باوری معنوی، توانستند از لحاظ روانی زنده بمانند. فرانکل خود بارها با تصور چهرهٔ همسرش به رنج اردوگاه معنا می‌بخشید.

## مفهوم لوگوتراپی
لوگوتراپی (درمان از طریق معنا) سومین مکتب روان‌درمانی وینی پس از روان‌کاوی فروید و روان‌شناسی فردی آدلر است. اصول کلیدی آن عبارتند از:
- انسان در جستجوی معناست، نه لذت (فروید) یا قدرت (آدلر)؛
- معنا را می‌توان در هر شرایطی یافت، حتی در رنج؛
- فرد همیشه در انتخاب نگرش خود آزادی دارد.

## آزادی و مسئولیت
فرانکل تاکید می‌کند که آزادی بدون مسئولیت پوچ است. به همین دلیل، پیشنهاد می‌دهد که در مقابل مجسمه آزادی، در سواحل غربی آمریکا، نمادی از «مجسمه مسئولیت» ساخته شود تا این دو ارزش انسانی مکمل یکدیگر باشند.

## واکنش به آزادی
در بخش پایانی کتاب، فرانکل وضعیت روحی زندانیان تازه آزاد شده را توصیف می‌کند: نخست بی‌حسی و عدم درک آزادی، سپس خطر انحراف یا پرخاشگری به دلیل فشارهای سرکوب‌شده، و در نهایت ناامیدی از بازگشت به زندگی سابق و روبرو شدن با فقدان عزیزان یا بی‌تفاوتی جامعه.

## انتقادات
برخی از منتقدان مانند لارنس لنگر معتقدند که تأکید فرانکل بر نگرش مثبت، ممکن است این‌طور القا کند که قربانیانی که نجات نیافتند، اراده کافی برای معنا نداشتند. با این حال، بسیاری از روان‌شناسان کتاب را منبع الهام‌بخش و یکی از تاثیرگذارترین آثار روان‌شناختی سده بیستم دانسته‌اند.

## ترجمه فارسی
این کتاب با عنوان‌های «انسان در جستجوی معنا» و «انسان در پی معنا» بارها به فارسی ترجمه شده‌است، از جمله توسط زهره زاهدی، نهضت صالحیان و مهین میلانی.

## تأثیرگذاری
تا زمان مرگ نویسنده در سال ۱۹۹۷، این کتاب بیش از ۱۰ میلیون نسخه فروش داشت و به ۲۴ زبان ترجمه شد. طبق نظرسنجی مشترک کتاب ماه آمریکا و کتابخانه کنگره، این کتاب در زمره ده کتاب تأثیرگذار قرن بیستم قرار دارد.